# Schülp b. Rendsburg
Pour les articles homonymes, voir Schülp.
Schülp b. Rendsburg (c.-à-d. Schülp bei Rendsburg, « Schülp-près-Rendsburg ») est une municipalité allemande située dans le land du Schleswig-Holstein et dans l'arrondissement de Rendsburg-Eckernförde. En 2015, sa population est de 1 137 habitants.